# Selenisa humeralis
Selenisa humeralis är en fjärilsart som beskrevs av Walker 1857. Selenisa humeralis ingår i släktet Selenisa och familjen nattflyn. Inga underarter finns listade i Catalogue of Life.